# Guanujo
Guanujo es una parroquia urbana del cantón Guaranda situada en la provincia de Bolívar en el Ecuador. Guanujo fue parroquia rural desde el 29 de mayo de 1861 hasta su designación como urbana a partir del año 1999. Se encuentra localizada a cinco kilómetros del centro de la ciudad de Guaranda y constituye la puerta de acceso norte de dicho cantón.

## Toponimia
El nombre de Guanujo, según tres versiones:
1. Proviene de la fertilidad de su campo, que solamente se podía conseguir con un suelo tan rico en nutrientes naturales; lo que ahora se puede conseguir utilizando el Abono y justamente, abono en quichua significa «guano»; entonces en concordancia entre la exuberancia de la producción de todo tipo de productos de sus niveles altos y bajos, con una derivación de la palabra guano, adoptaron el nombre de Guanujos y posteriormente, el pueblo adoptó ese nombre para su tierra natal.
2. Fueron mitimaes traídos por Huayna Cápac desde el Cuzco (Perú) a quienes se les conocía con el nombre de Huánuco, los mismos que al llegar, perdieron el acento, cambiándolo por el de Guanujo.
3. El nombre Guanujo, originalmente Guanuxo o Huan-Guan Uju, los autores de Yunña Ñan interpretan el lenguaje Puruhuay: "Quebrada de la tos", sosteniendo un criterio opuesto a Gustavo Adolfo Lemos Ramírez, quien interpretaba como una corrupción de la voz cuzqueña Huanuco.

## Geografía

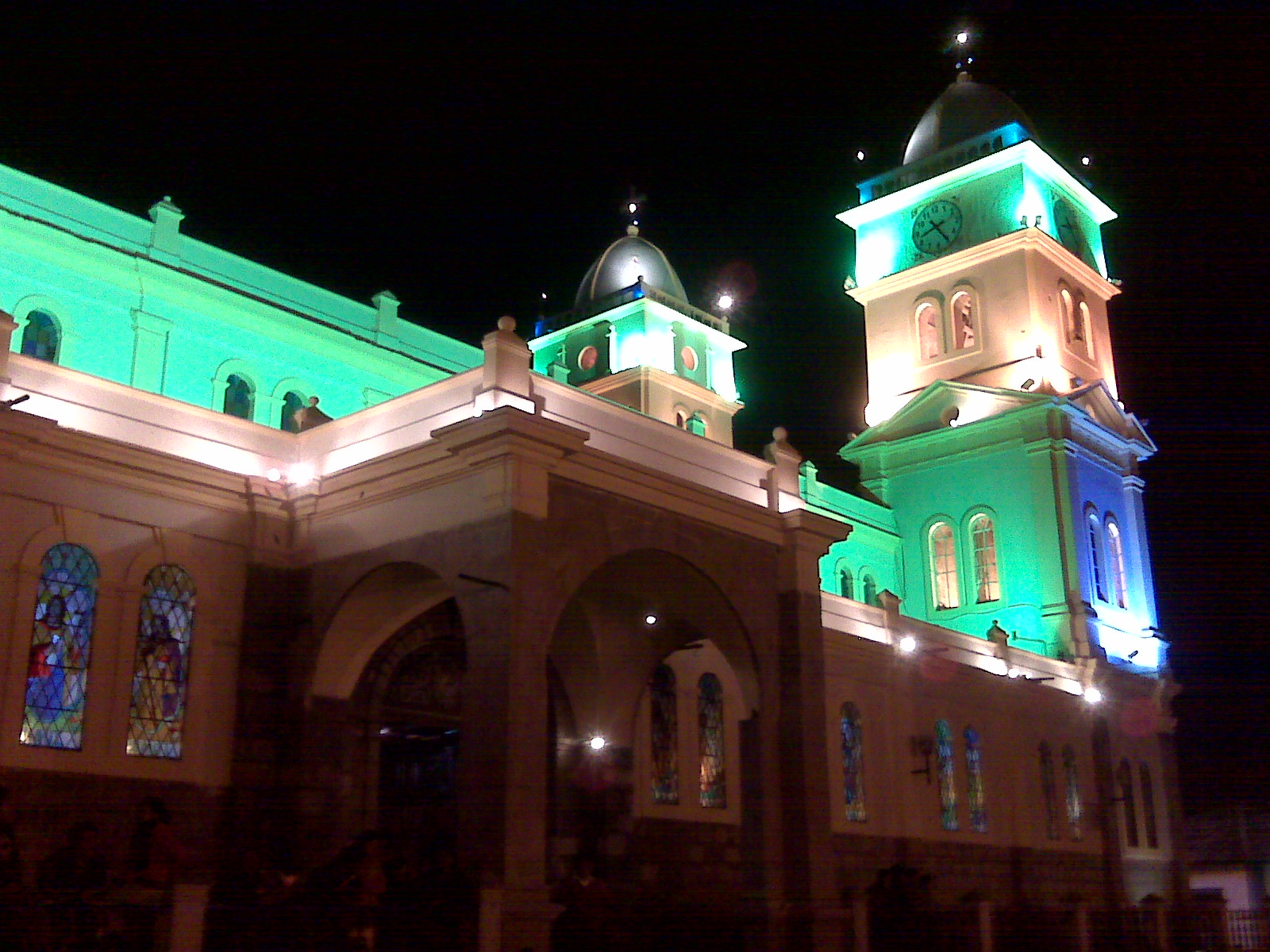
Vista nocturna de la Iglesia San Pedro de Guanujo.

### Ubicación
Se localiza al norte de Guaranda (Centro Urbano), está asentada en una planicie a una altitud de 2.923 m s. n. m., con una temperatura promedio de 12 °C. La superficie total es de 363 km². 
Al norte limita con la parroquia Salinas, al este con la Cordillera Occidental de Los Andes, al oeste con las parroquias Julio E. Moreno y Echeandía

## Historia
Su desarrollo espacial ha comenzado en torno a la plaza central, donde casi siempre se ubica a la Iglesia, el convento y las oficinas públicas más importantes, descentralizadas de la cabecera provincial, como Registro Civil, Correo, etc., y, una que otra casa de los nativos del sector.
En el siglo XV estuvo habitado por los Guanujos y los Tomabelas, hombres robustos, valientes y trabajadores; formando parte de los Chimbos. 
No debemos olvidar que los Guanujos y los Tomabelas habitaron donde actualmente es el pueblo, prueba de ello es que una de las fuentes naturales de agua que abastecía al pueblo, se llamaba Tomabela.
Los testimonios del valor y coraje de los guanujeños están dados por su participación desde el Primer Grito de Independencia el 10 de agosto de 1809, cuando se enrolaron en el ejército patriota, a favor de la independencia, de la libertad.
De acuerdo a la historia, los guanujeños imprimieron su coraje y decisión en las guerras de la Independencia del gobierno español. De los 615 hombres que la Provincia Bolívar aportó a los ejércitos patriotas, en 1812, casi la mitad fueron guanujeños y precisamente eran los primeros en enrolarse con Don Manuel Paliz a la cabeza; su participación se dio en Tanizahua, donde murieron varios guanujeños, además participaron en Tapi y Pichincha.
En los movimientos de separación de la Gran Colombia, el Ecuador decidió separarse de la gran idea del Libertador, de conformar la gran nación, el 13 de mayo de 1830 se suscribió el Acta de la Asamblea Popular en Quito, donde se afirma la decisión de conformar el Estado del Sur, 14 días después se firma el Acta en Guaranda, donde participaron los guanujeños Manuel Verdezoto, Alcalde Primero de Guanujo, Juan Manuel Viscarra, Alcalde Segundo de Guanujo, Manuel Paliz, Capitán de Milicias.
Otro evento en el que participaron los guanujeños, fue cuando los pastusos quisieron hacer de las suyas en la ciudad de Guaranda, pretendiendo repetir lo de Riobamba, el coronel Don Amador Ramírez, el 7 de mayo de 1860, con un grupo de lanceros fueron quienes hicieron rendir a los pastusos que se encontraban acuartelados. En el combate de Los Molinos, el 14 de diciembre de 1876, dejaron en alto el nombre de su pueblo.

### La población en la Colonia
En el año de 1773, los nativos de Guanujo fueron: Tomás Bayas, Matías Carvajal, Andrés Pasto, Juan Manuel Gómez y Tomás Manrique de Lara. Con la finalidad de asignar responsabilidades de mejoramiento de caminos de enlace entre los pueblos del país, se designaron Diputados de Caminos en toda la Provincia, en Guanujo, en 1797, estos Diputados fueron: Juan Barba, Agustín Gavilánez, Alejandro Pazos, Pedro Carrasco, Gabriel Moya y Don Juan Verdezoto.
El cura Próspero Vásconez, guanujeño sobresaliente por sus ideales libertarios, hizo un censo del Corregimiento y se estableció que en Guanujo y sus anejos, en 1813 había 3.500 habitantes, de los cuales 2.000 correspondían al área urbana. Otro censo realizado por el mismo cura, por orden de García Moreno, en abril de 1861, arrojó que el sector urbano de Guanujo tenía 1.500 habitantes, de los cuales 849 eran mujeres. Los anejos de Guanujo, en cambio eran: Ibisgagua, Quinuacorral con 1.027 habitantes, Callanayacu con 663 habitantes, Llullundongo, Espino, Tablas y El Limón, de estos últimos no se hace constar la población; posiblemente ya estaba considerada dentro de los anteriores.

### La piedra colonial guanujeña
Los guarandeños y los guanujeños, en aquellos tiempos, también se habían sabido llevar muy bien como se llevan hoy, como hermanos. Los unos iban, los otros venían en cualquier tiempo y en cualquier hora. Llegaban a una u otra población y se sentían como en casa propia. Eran, como se dice, que no se conocían camisa. Tal la buena amistad que les ligaba a los unos con los otros que un buen día resolvieron los guanujeños, por su propia cuenta, conducir una buena cantidad de agua desde una de las muchas vertientes del Chimborazo hacia Guaranda por una acequia que la debían trabajar. Los guarandeños en correspondencia de semejante bondad, también resolvieron dar agua a los guanujeños, conducida por una acequia que la trabajarían desde alguna de las vertientes primigenias del río Salinas. Guanujo, entonces, tendría agua para fertilizar se suelo y agua para los demás menesteres domésticos. Así fue: la que dieron los guanujeños, los guarandeños la vieron y la utilizaron en fertilizar sus tierras. Hasta hoy existe la llamada Acequia Municipal. La que resolvieron dar a los guarandeños, los guanujeños no tuvieron la satisfacción de verla correr, ya sabemos por qué... Pues, aún se conservan las hullas del bocacaz que se principió a trabajar. Era tal el modo de llevarse entre estas dos vecindades que de desear sería lo imiten todos los pueblos de la tierra. Ni un más ni un menos en sus relaciones, como principio para mantener una sólida y constructiva armonía entre estos dos pueblos.
...Pero un día, un día de ingrata recordación, de aquellos que nunca falta en la vida de los pueblos, inesperadamente, como una sombra gigantesca de desesperación y de terror, surgió el espectro de la discordia. Es el caso que, precisamente, en el punto que atraviesan la acequia al camino que conduce de Guaranda a Guanujo, se suscitó una pelea que hizo correr sangre. Pelea de embriagados campesinos que el aguardiente obligó a irritar los ánimos por quítame esas pajas, e hizo que las autoridades de las dos poblaciones disputaran la prevención en el juzgamiento de los contraventores. La una: Que el hecho se había cometido en su jurisdicción. Que a ella le correspondía conocer el asunto. La otra: Que en la jurisdicción de ella y que a nadie más correspondía juzgar. Vino la discusión de linderos territoriales. Los unos: Que más abajo. Los otros que más arriba. Los unos sembraron cabuyos en la línea de separación. Los otros protegidos por las sombras de la noche y la soledad del lugar, echaron abajo toda delimitación... Nuevos reclamos, nuevas discusiones por lo sucedido. Al final, y como para encontrar la forma de llegar a un modus vivendi para que vuelvan las relaciones cordiales, en plena reunión de los disputantes se inspiró la idea, por parte de los guanujeños, llamar a Manuel Páliz, su patriarca. Hombre que por sus virtudes domésticas y ciudadanas estaba constituyendo el ejemplo de sus coterráneos. Para que aconseje a los unos y otros lo que debía de hacerse. Así fue: llegó a convencerles que, ante la buena armonía que debe reinar entre los hijos de una misma tierra, nada importa una cuarta más o una cuarta menos de territorio, sobre todo si se trata que es patrimonio en común. Que sólo así se puede mantener viva esa aspiración de unidad nacional que ha de llevarles al progreso. Aceptado el consejo, volvieron a restablecerse las relaciones amistosas y de franca y completa hermandad. Se llegó pues al convenio que en el lugar que cortaba la acequia al camino se plantara una piedra muy grande para que todos la vean, la respeten y nadie la mueva por los siglos de los siglos. Mas, la piedra no había a la mano. La piedra no era fácil conseguir así no más. Era necesario buscarla hasta encontrarla. No había en el río, no había en sus quebradas y colinas, lugares donde quizá sería factible encontrar. La piedra, la piedra y no otra cosa era lo convenido, lo aconsejado. Pues se la buscaría en las montañas cercanas. Quizá en El Capadia, o El Chimborazo. Allá, no había más. Allá fueron dos comisiones que se nombraron para que buscaran y trajeran.
Uno, dos días se venía esperando que retornen las comisiones, ya que una por lo menos traería la piedra armonizadora. De un momento a otro se esperaba ver llegar el guando porque no en otra forma se la podía conducir. Pero, habían pasado dos días y la piedra no llegaba, tampoco las comisiones. Desesperante era la espera que estaba haciendo pensar algo les pasó. Algo fatal, que no es raro en esos lugares del silencio, de la soledad y del frío. Entonces, fue en la tercera noche que todos dormían tranquilos en sus lechos de reposo nocturnal que, se sintió estremecer la tierra. "Temblor" era el grito general de todos los moradores de Guanujo, al mismo tiempo que salieron a las calles en previsión de un terremoto, ya que el estremecimiento había sido de carácter trepidatorio. El patriarca y prócer de la Independencia, en su casa que estaba un tanto retirado del centro, hombre valiente que nada temía, durmió tranquilo esperando el retorno de las comisiones que llegarían a darle cuenta del cumplimiento del cometido. Levantóse a la mañana, requerido por alguien que venía a darle la nueva que: "la piedra que se mandó a llevar lo venía viendo clavada de punta en el lugar convenido". No dejó de sorprenderle e intrigarle la noticia. Ni para imaginarse que las comisiones no hayan podido ir a darle cuenta que trajeron la piedra. Un tanto dudoso de la especie se trasladó al lugar, encontrando que en realidad la piedra estaba tal cual le indicó aquel hombre. Sabedor todo el pueblo de lo acontecido, también concurrió al sitio. Momento que recién llegaban las comisiones para informar que en la noche anterior, estando cada una de ellas en las faldas de El Capadia y de El Chimborazo, sintieron un fuerte movimiento de tierra. Que la que fue al Chimborazo, vio que algo se desgajaba de sus peñascos; que la que fue al Capadia vio que por sobre sus cabezas pasaba algo así como una ráfaga luminosa, dirección a Guanujo. Todos, entonces, se dieron cuenta y llegaron al convencimiento que El Chimborazo, precisamente, había disparado la piedra plancha que estaban viendo ahí, como un regalo para que sus dos pueblos vivan la armonía y la paz como antes vivían.
Reposa sobre un pedestal con esta inscripción: "'PIEDRA COLONIAL GUANUJEÑA'". 'MANUEL PALIZ "DELIMITANDO TERRITORIOS DE GUARANDA Y GUANUJO._ 1820 - 1959', en el parque de Guanujo.
No habían pasado veinticuatro horas de este acontecimiento que al parecer todos celebraron y ya la piedra estuvo en otro lugar distinto. Este hecho causó serio disgusto. No obstante, se la volvió a colocar en el sitio acordado, de donde: una, dos y muchas veces fue removida por los unos o por los otros. La piedra estaba siendo causa de discordia y día a día se agriaban más los ánimos. Muchas veces hubo derramamientos de sangre, guerra de piedras, de puños entre los habitantes de uno y otro pueblo porque no se respetaba la colocación acordada. Unos días la piedra más arriba, otros días la piedra más abajo. Hasta que cierta noche, sin saber cómo, desapareció la piedra. No se sabía dónde la habían llevado. La piedra era sagrada: no la habían dado los humanos. Lo había dado el viejo guardián de Guaranda y Guanujo. Había que buscarla por medio de comisiones que se nombrarían inmediatamente. Estas, en vano buscaron un día, muchos días. No la encontraron y hasta creyeron que una noche la volvió a llevar El Chimborazo. Sin embargo, se la continuó buscando: debía estar en alguna parte. Uno, diez, veinte, cincuenta, cien años se la ha venido buscando, hasta que oyó conversar esa tradición a sus padres quienes oyeron a sus abuelos, dio con que había estado colocada como puente sobre una acequia que atraviesa el camino que conduce de Guaranda a Catanaguán. La noticia cundió en Guanujo y la piedra fue llevada allá donde todos la identificaron ser la misma que contaron sus mayores.